# Otoplastik

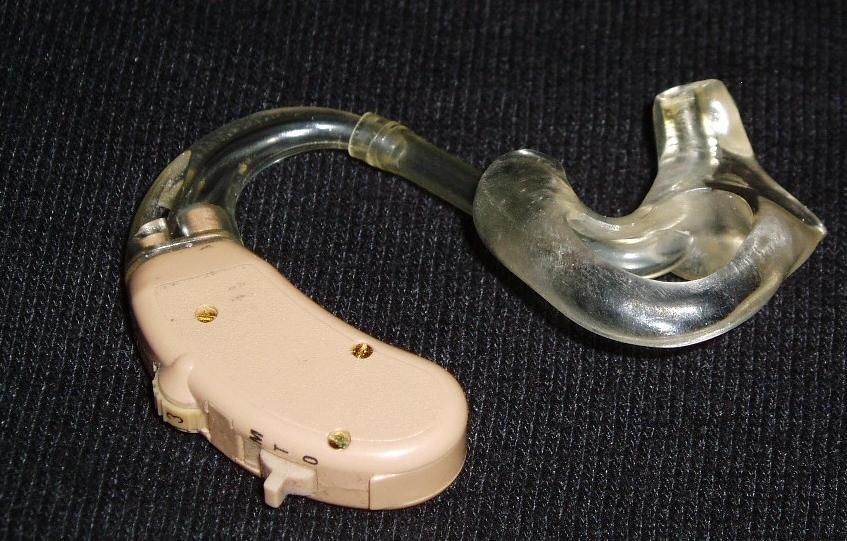
Otoplastik aus transparentem Acryl in „Ringform“, am zugehörigen Hörgerät

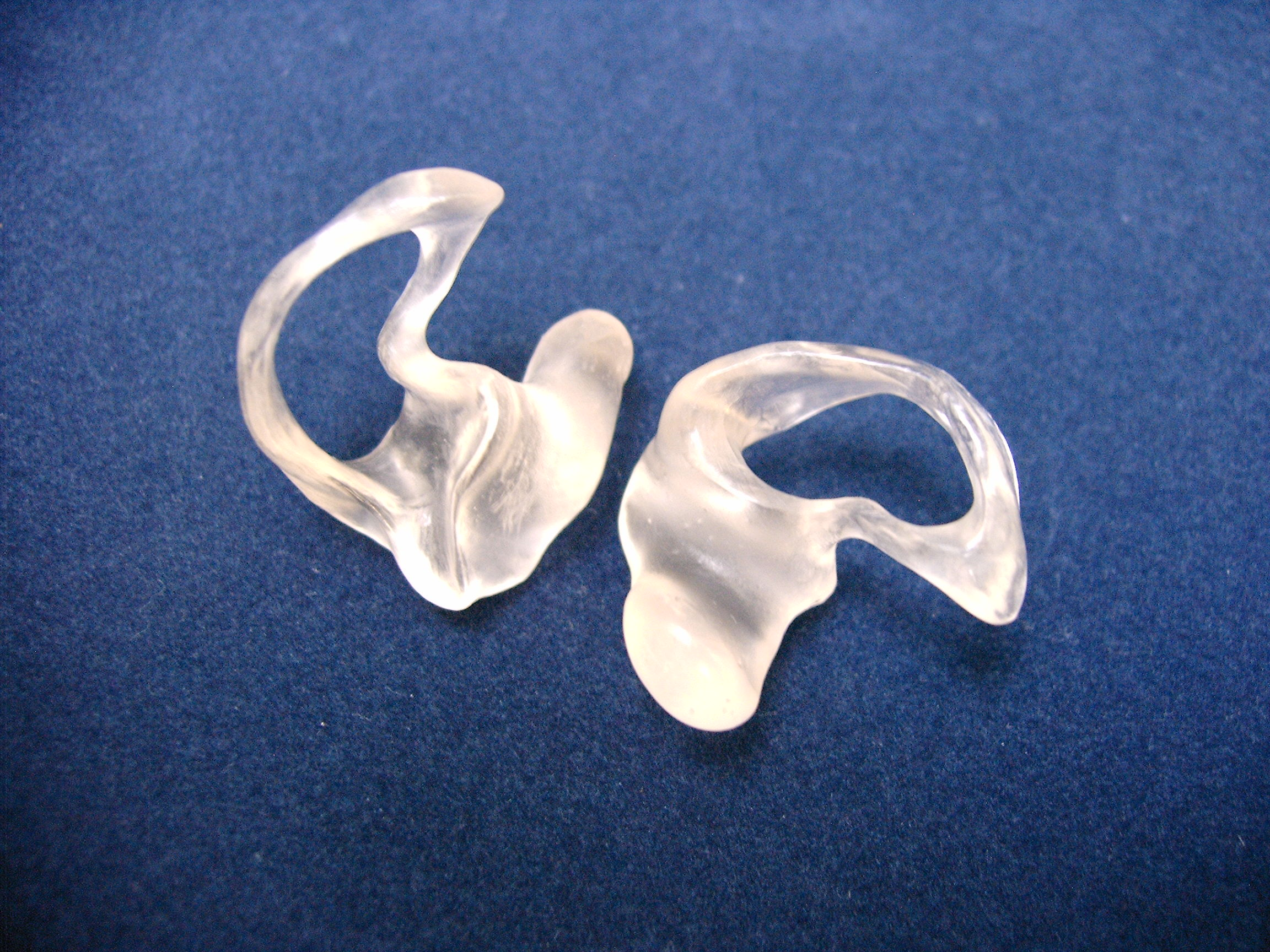
Gehörschutzotoplastik, Acryl, transparent

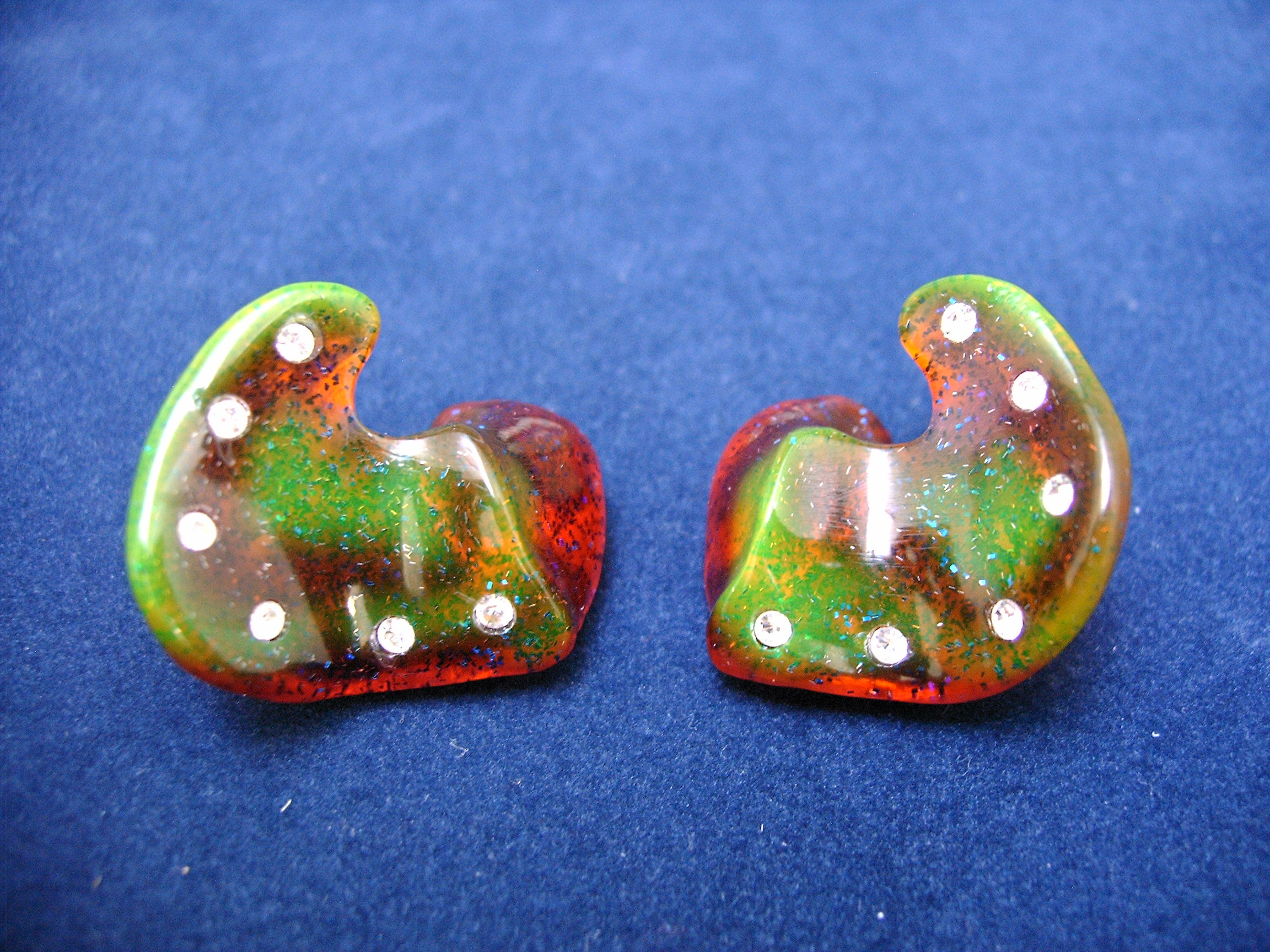
Gehörschutz-Schmuckotoplastik, Acryl, bunt mit Strasssteinen

Schmuckotoplastik, Acryl, bunt mit Strassstein und Fahrrad

Dieselbe Schmuckotoplastik wie oben, Acryl, bunt mit Strassstein und Fahrrad, am Ohr getragen

Unter Otoplastik (von griechisch ous, Genitiv otós, „Ohr“ und plastein „formen, gestalten“) versteht man die Herstellung von Formpassstücken für  Hörhilfen oder Gehörschutz durch den Hörgeräteakustiker. Der Begriff wird dabei sowohl für den Herstellungsvorgang als auch für das fertige Produkt verwendet. 
Darüber hinaus werden auch kosmetische Operationen am Ohr, in Fall einer Ohrmuschelfehlbildung, sowie zur Korrektur abstehender Ohren als Otoplastik bezeichnet, wobei allerdings für das operative Anlegen der Ohren auch der Begriff Otopexie verwendet wird.
In diesem Artikel wird lediglich die Herstellung von Formpassstücken behandelt.

## Herstellung
Da sich die Form der Ohren sowie der Gehörgänge von Mensch zu Mensch unterscheidet, ist eine individuelle Abformung des Ohres die Grundlage für die Herstellung der Otoplastik. Zunächst wird nach otoskopischer Untersuchung und ggf. Reinigung des Ohres (durch HNO-Arzt) ein Watteschirmchen oder Schaumstoffbällchen (Tamponade) an einer feinen Schnur bis in den knöchernen Teil des äußeren Gehörgangs eingebracht. Diese schützt das Trommelfell und verhindert, dass die noch weiche Abformmasse tiefer in den Gehörgang fließt, das Trommelfell berührt und möglicherweise verletzt.
Danach werden der Gehörgang und die für die Otoplastik benötigten Bereiche des Ohres mit additionsvernetzendem Silikonmaterial abgeformt. Dieses Material härtet in wenigen Minuten aus (material- und temperaturabhängig) und bildet einen Positivabdruck des Ohres, der dem Hörgeräteakustiker als Vorlage für die Herstellung der Otoplastik dient.
Die Abdrucknahme ist bei fachgerechter Ausführung schmerzlos und unproblematisch.
Im weiteren Verlauf der Herstellung kann diese Ohrabformung mit einem 3D-Scanner aufgenommen und am Computer bearbeitet werden. Nach dieser Vorlage werden dann während des Produktionsprozesses eine Vielzahl hauchdünner Kunststoffschichten übereinandergelegt und unter UV-Licht ausgehärtet. Dieses Verfahren wird heute fast ausschließlich bei der Herstellung von Schalen für Im-Ohr-Hörsysteme angewandt, weil hierbei am Computer bereits die geringstmögliche Schalengröße für das zu versorgende Ohr festgelegt werden kann, damit die unterzubringende Technik gerade noch hineinpasst.
Zum anderen ist es möglich, aus der Ohrabformung wiederum eine Negativabformung des Ohres aus Silikon oder Agar-Agar herzustellen. Diese Vorlage des eigentlichen Ohres kann dann mit dem gewünschten Material ausgegossen werden.
Zur Vollendung des Herstellungsprozesses ist es nötig, den Rohling per Hand zu bearbeiten (Fräsen, Polieren, Lackieren usw.).

## Typische Anwendungsgebiete für Otoplastiken
Es gibt im Wesentlichen vier typische Anwendungsgebiete für Otoplastiken:

### Hörhilfen
Hörhilfen (umgangssprachlich Hörgeräte, werbesprachlich Hörsysteme), die von den betroffenen Personen viele Stunden am Tag getragen werden, erfordern die genaue Anpassung der Ohrpassstücke an das individuelle Ohr, um das Ohr – sofern nötig – abzudichten, einen sicheren Halt der Hörhilfe am Ohr zu gewährleisten und dabei den nötigen Tragekomfort zu bieten.

### Gehörschutz

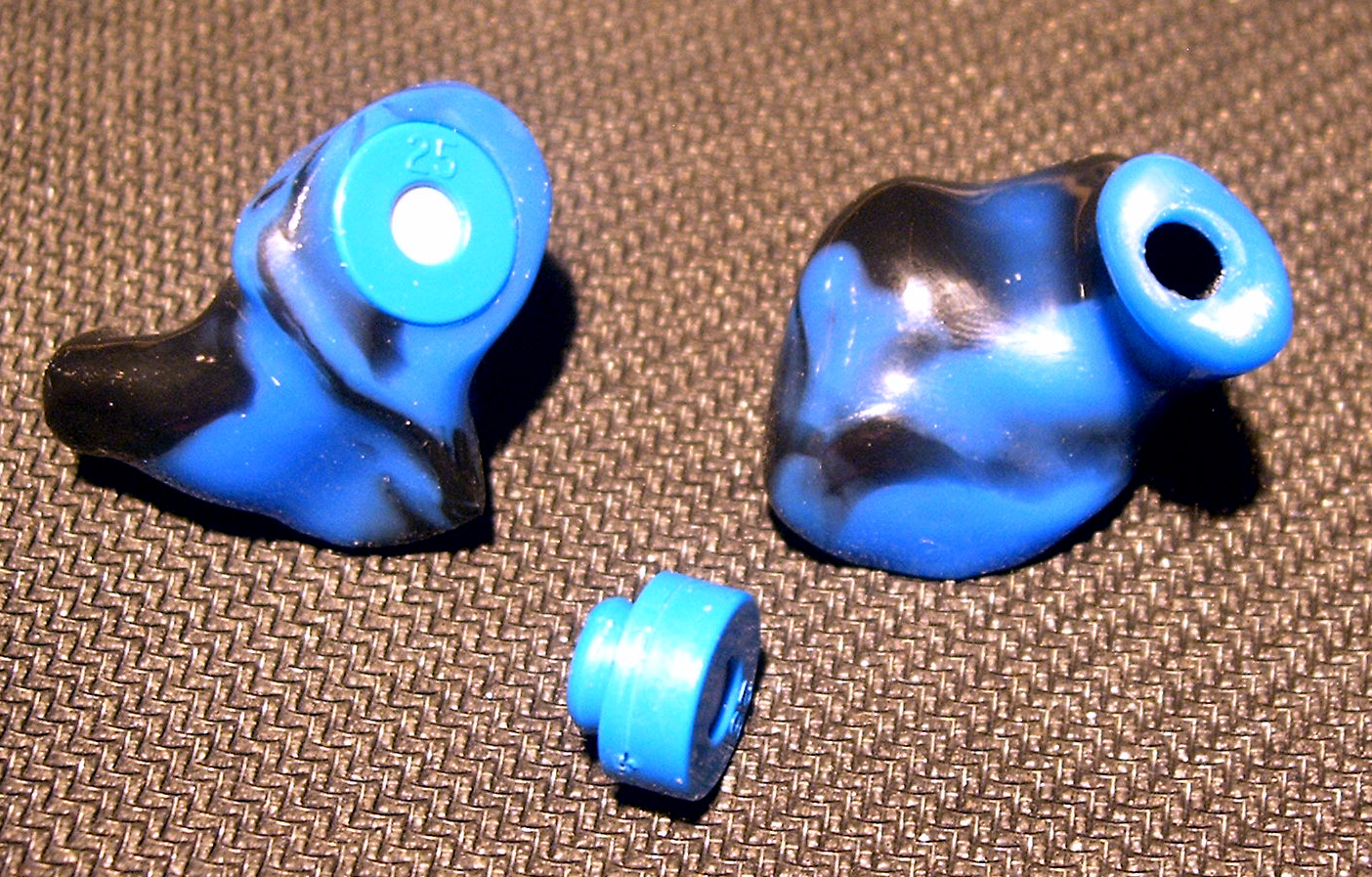
Gehörschutz-Otoplastiken (Filterelement abgenommen)

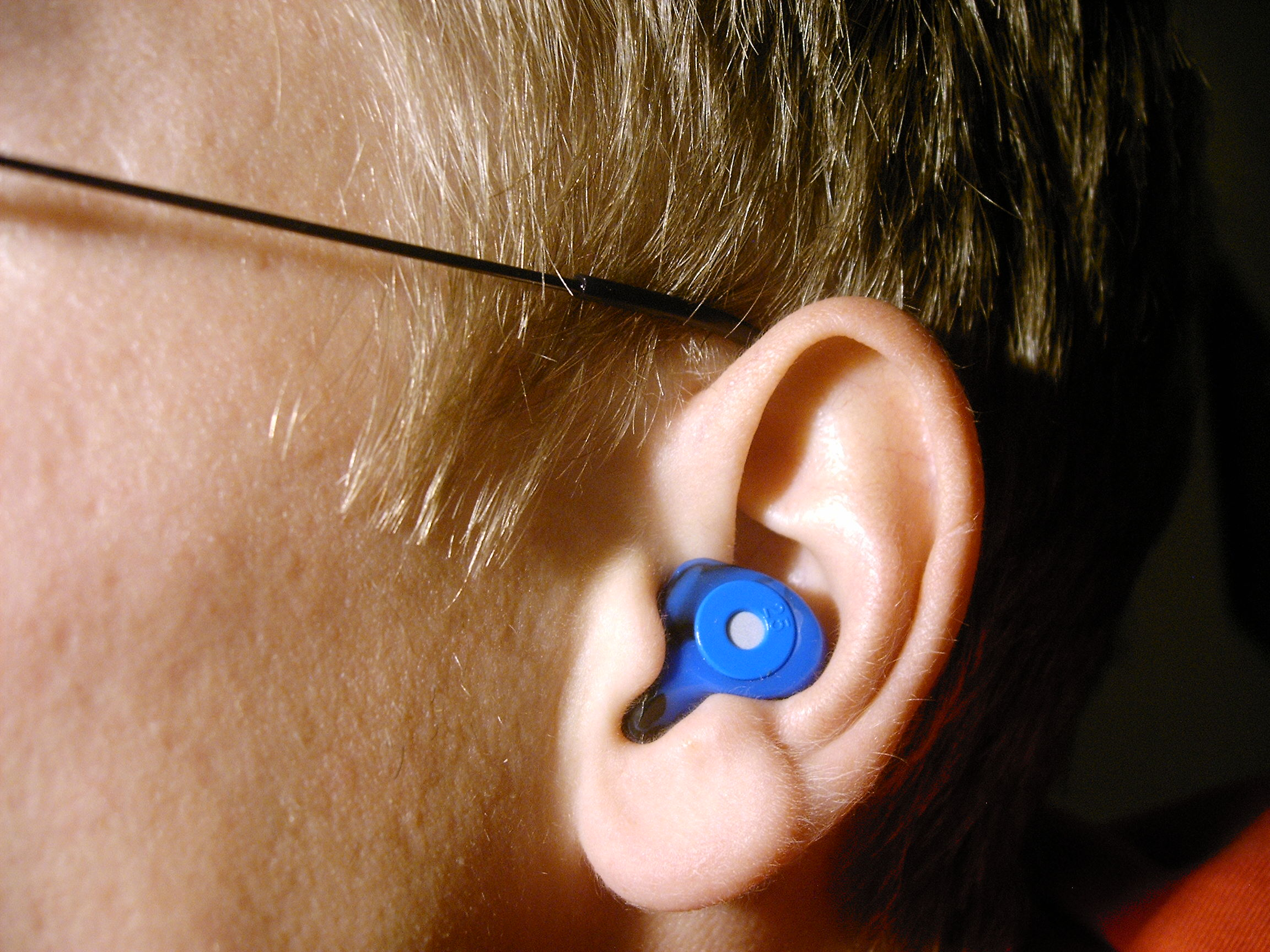
Gehörschutz-Otoplastik im Ohr (Halb-Concha-Bauform)

Maßangefertigte Otoplastiken sind den nicht-maßgefertigten Ohrenstöpseln (umgangssprachlich bekannt unter dem Markennamen Ohropax) oft im Tragekomfort und teilweise auch in der Schutzwirkung erheblich überlegen. Insbesondere die Option, Wechselfilterkapseln in die Otoplastiken einzusetzen, ermöglicht eine individuell angepasste Lärmreduzierung. Zusätzlich bieten die Filter oft einen relativ unveränderten Frequenzgang. Dies ist speziell bei Musikern, Musikliebhabern und Menschen, bei denen ein gutes Sprachverstehen im Lärm im Vordergrund steht (z. B. Piloten) empfehlenswert, da Musik und Sprache unter Verwendung solch eines Filters unverfälscht wahrgenommen wird. Bei nicht-linearer Dämmkurve, wie sie viele Produkte aus Schaumstoff aufweisen, klingen die Umgebungsgeräusche dumpf und unklar, weil in der Regel die hohen Frequenzen im Verhältnis zu den tiefen Frequenzen stärker abgeschirmt werden.
Neben Lärm kann ein Gehörschutz auch zum Schutz vor in das Ohr eindringendem Wasser und Schmutz dienen (siehe hierzu: Gehörschutz).

### In-Ear-Monitoring-Kopfhörer
Die Gestaltung kompletter Miniaturkopfhörer als Otoplastiken ermöglicht das unauffällige Tragen von Kopfhörern in Situationen, bei denen ein herkömmlicher Kapselkopfhörer aus Gründen der Optik oder der Diskretion nicht angemessen ist. Dabei kann es sich um den sprichwörtlichen Knopf im Ohr handeln, wie beispielsweise für Reporter, Moderatoren und Sicherheitskräfte, oder aber um das sogenannte „In-Ear-Monitoring“ (IEM) für Musiker, denen ein individuell zusammengemischtes Tonsignal in relativ gemäßigter Lautstärke zur Verfügung gestellt wird. In diesem Fall dienen die In-Ear-Kopfhörer gleichzeitig als Schutz vor den zum Teil erheblichen Lautstärkepegeln auf der Bühne.

### Schmuck-Otoplastik
In bunten Farben, verziert mit Strasssteinen und Figuren oder in außergewöhnlichen Formen gefräst, kann eine Otoplastik auch als Schmuckstück am Ohr dienen. Je nach Wunsch ist der Gehörgang offen oder geschlossen, um das Schmuckstück eventuell gleichzeitig als Gehörschutz zu verwenden, und kann zudem als außergewöhnliches Schmuckstück am Ohr dienen, zum Beispiel für den Besuch von Diskotheken.

## Materialien
Die verwendeten Materialien sind üblicherweise Kunststoffe wie Acryl oder Silikon in unterschiedlichen Mischungen und Härtegraden, die je nach Verwendungszweck ausgewählt werden. Bei Allergien gegen die normalerweise verwendeten Kunststoffe werden Otoplastiken auch verglast oder vergoldet bzw. aus allergenfreien Kunststoffen wie Neutacryl, Thermotec etc. angefertigt.

## Prüfung und Zertifizierung
Gehörschutz-Otoplastiken für Hörgeräte für den Lärmarbeitsplatz müssen als Gehörschutz geprüft und zertifiziert werden. Sie versprechen den Schutz des Gehörs im Lärmbereich, daher sind sie Gehörschützer (PSA der Kategorie III) im Sinne der Verordnung (EU) 2016/425 (PSA-Verordnung) und benötigen eine EU-Baumusterprüfbescheinigung einer notifizierten Stelle und eine Produktionsüberwachung nach Anhang VII oder VIII der PSA-Verordnung. Geprüft werden die passive Schutzwirkung (Gehörschutz-Otoplastik zur Ankoppelung an ein Hörgerät) nach EN 352-2:2002 sowie die Benutzerinformation, die Kennzeichnung und die technischen Unterlagen.
Die Prüfung erfolgt nach EN 352-2:2002 (Gehörschützer – Allgemeine Anforderungen – Teil 2: Gehörschutzstöpsel). Nach erfolgreicher EU-Baumusterprüfung erhält der Antragstellende die EU-Baumusterprüfbescheinigung. Darin bestätigt die notifizierte Stelle, dass das geprüfte Modell den einschlägigen Bestimmungen der Verordnung (EU) 2016/425 entspricht. Die EU-Baumusterprüfbescheinigung ist fünf Jahre gültig.
Sind alle Voraussetzungen nach Anhang V und VII bzw. VIII der PSA-Verordnung erfüllt, erhält der Gehörschutz das CE-Zeichen gemäß Art. 16 und 17 der Verordnung (EU) 2016/425, das lesbar und dauerhaft an der Otoplastik angebracht werden muss.